# Вентура, Джан Пьеро
Джан Пьеро Вентура (итал. Gian Piero Ventura; род. 14 января 1948, Генуя) — итальянский футбольный тренер. С июля 2016 по ноябрь 2017 года — главный тренер национальной сборной Италии.

## Карьера тренера
Начал карьеру в 1982 году в клубе «Виртус Энтелла». Работал с командой в Серии D (5-й дивизион Италии).
С 1995 по 1997 год работал с клубом «Лечче». В сезоне 1996/97 занял 3-е место в Серии B (2-й дивизион Италии) и добился повышения в классе.
Летом 1997 года возглавил «Кальяри». В сезоне 1997/98 занял 3-е место в Серии B и вывел команду в Серию A. В сезоне 1998/99 занял в Серии A 13-е место и сохранил прописку в высшем дивизионе.
Сезон 1999/00 отработал в «Сампдории». Занял 5-е место в Серии B.
По ходу сезона 2001/02 возглавил «Удинезе». Занял с командой 14-е место в Серии A.
В 2002 году во второй раз в карьере возглавил «Кальяри». В сезоне 2002/03 занял 9-е место в Серии B. В декабре 2003 года покинул клуб. После 16-ти туров команда шла на 8-м месте.
В марте 2006 года стал тренером клуба «Мессина», выступающего в Серии A. Под его руководством клуб проиграл в чемпионате 6 матчей из 7. Занял 17-е место.
По ходу сезона 2006/07 возглавил клуб «Эллас Верона». Команда заняла 18-е место в Серии B. В стыковых матчах «Верона» проиграла «Специи» и вылетела из чемпионата.
Летом 2007 года возглавил клуб «Пиза». В сезоне 2007/08 занял 6-е место в Серии B. Играл в плей-офф за выход в Серию A, но уступил клубу «Лечче». В апреле 2009 года покинул свой пост. После 35 туров «Пиза» шла на 14-м месте.
Летом 2009 года стал главным тренером «Бари», выступающего в Серии A. В сезоне 2009/10 занял с командой 10-е место в чемпионате. В феврале контракт клуба с Вентурой был расторгнут по обоюдному согласию сторон. После 24-х туров команда шла на последнем, 20-м, месте.

### «Торино»
Летом 2011 года стал главным тренером «Торино». В сезоне 2011/12 занял с туринцами 2-е место в Серии B и вывел команду в Серию A. В сезоне 2012/13 «Торино», набрав 39 очков, занял 16-е место в Серии A и сохранил прописку в элите итальянского футбола. В сезоне 2013/14 команда набрала 57 очков и заняла 7-е место. В сезоне 2014/15 туринцы набрали 54 очка и заняли 9-е место в лиге. Также в этом сезоне клуб выступал в Лиге Европы. Дошли до 1/8 финала, в которой уступили петербургскому «Зениту». В сезоне 2015/16 клуб занял 12-е место в чемпионате, набрав 45 очков. 25 мая 2016 года покинул свой пост.

### Сборная Италии
7 июня 2016 года стало известно, что Вентура возглавит сборную Италии после чемпионата Европы 2016. В отборочном турнире к Чемпионату мира 2018 Италия попала в одну группу с Испанией, Албанией, Израилем, Македонией и Лихтенштейном (группа G). Заняли 2-е место, набрав 23 очка. Попали в стыковые матчи. В стыковых матчах итальянцы уступили сборной Швеции (поражение 0:1 в гостях в первом матче; ничья 0:0 дома в ответной встрече). Для итальянской сборной этот результат является провальным — команда не вышла на чемпионат мира впервые с 1958 года. 15 ноября 2017 года был уволен, но только 13 мая 2018 года расторг контракт с Федерацией футбола Италии. Он отказался уйти в отставку, поэтому был уволен, но продолжал получать зарплату.

### «Кьево»
10 октября 2018 года назначен главным тренером «Кьево». Контракт подписан на 2 года. 13 ноября 2018 года был уволен.

### «Салернитана»
30 июня 2019 года назначен главным тренером клуба Серии B «Салернитана». Контракт подписан до конца сезона 2019/20. 1 августа 2020 года подал в отставку.
12 ноября 2021 года, в день отборочного матча 9-го тура европейской квалификации чемпионата мира 2022 в группе C зоны УЕФА Италия — Швейцария (1:1), объявил о завершении тренерской карьеры.

## Достижения
«Лечче»
- 3-е место в Серии B (прямой выход в Серию A): 1996/97

«Кальяри»
- 3-е место в Серии B (прямой выход в Серию A): 1997/98

«Торино»
- 2-е место в Серии B (прямой выход в Серию A): 2011/12

## Тренерская статистика
Данные откорректированы по состоянию на 13 ноября 2018 года.
| Алабенья        | 1980            | 1981            | 34   | 7   | 15  | 12  | 20,59 |
| Рапалло Руэнтес | 1981            | 1982            | 30   | 7   | 11  | 12  | 23,33 |
| Виртус Энтелла  | 1982            | июль 1986       | 100  | 39  | 42  | 19  | 39,00 |
| Специя          | август 1986     | декабрь 1986    | 12   | 1   | 6   | 5   | 8,33  |
| Чентезе         | 1987            | 1989            | 85   | 15  | 33  | 37  | 17,65 |
| Пистойезе       | 1989            | 1992            | 112  | 58  | 38  | 16  | 51,79 |
| Джарре          | 1992            | 1993            | 37   | 15  | 13  | 9   | 40,54 |
| Венеция         | 1993            | 1994            | 18   | 6   | 3   | 9   | 33,33 |
| Лечче           | 1995            | 1997            | 82   | 37  | 29  | 16  | 45,12 |
| Кальяри         | 1997            | 1999            | 80   | 28  | 29  | 23  | 35,00 |
| Сампдория       | 1999            | 2000            | 46   | 22  | 11  | 13  | 47,83 |
| Удинезе         | декабрь 2001    | 2002            | 22   | 6   | 5   | 11  | 27,27 |
| Кальяри         | 2002            | ноябрь 2003     | 60   | 22  | 17  | 21  | 36,67 |
| Наполи          | 2004            | 2005            | 19   | 7   | 6   | 6   | 36,84 |
| Мессина         | апрель 2006     | май 2006        | 7    | 1   | 0   | 6   | 14,29 |
| Эллас Верона    | декабрь 2006    | июнь 2007       | 26   | 10  | 8   | 8   | 38,46 |
| Пиза            | июнь 2007       | 19 апреля 2009  | 83   | 31  | 24  | 28  | 37,35 |
| Бари            | 27 июня 2009    | 10 февраля 2011 | 66   | 18  | 17  | 31  | 27,27 |
| Торино          | 6 июня 2011     | 25 июня 2016    | 217  | 85  | 64  | 68  | 39,16 |
| Италия          | 19 июля 2016    | 15 ноября 2017  | 16   | 9   | 4   | 3   | 56,25 |
| Кьево           | 10 октября 2018 | 13 ноября 2018  | 4    | 0   | 1   | 3   | 0,00  |
| Салернитана     | 30 июня 2019    | 1 августа 2020  | 40   | 15  | 10  | 15  | 37,50 |
| Итого           | Итого           | Итого           | 1203 | 442 | 388 | 373 | 36,74 |